# 聖母訪親教堂 (華沙)
聖母訪親教堂（波蘭語：Kościół Nawiedzenia Najświętszej Marii Panny）是位於波蘭華沙的一座教堂。這座教堂是華沙歷史最古老的建築之一，也是華沙少數哥特式建築。二戰期間教堂遭到德軍嚴重破壞。教堂在戰後於1947年至1966年期間重建。